# مرکز تحقیقات اسلامی مجلس شورای اسلامی
مرکز تحقیقات اسلامی مجلس شورای اسلامی نهادی پژوهشی وابسته به مجلس شورای اسلامی ایران است که با هدف تطبیق قوانین مصوب مجلس با دستورها و احکام شرع فعالیت می‌کند.
مرکز تحقیقات اسلامی مجلس شورای اسلامی از مراکز تحقیقاتی دینی ایران است که به دنبال آن است تا مفاد طرح‌ها و لوایح مورد بررسی در مجلس شورای اسلامی را پیش از تصویب در مجلس، از دیدگاه فقه بررسی و در صورت یافتن مفاد متعارض با فقه، راهکارهای اصلاحی خود را ارائه کند. به بیان دیگر این مرکز با بررسی فقهی طرح‌ها و لوایح، نقش مهمی را برای مجلس شورای اسلامی در تأمین نظر شورای نگهبان در تأیید طرح‌ها و لوایح ایفا می‌کند.
از بدو تأسیس مرکز تحقیقات اسلامی مجلس شورای اسلامی، یعنی از ابتدای مهر ماه ۱۳۹۰، ریاست آن را احمد مبلغی برعهده داشت تا اینکه محمدباقر قالیباف رئیس دوره‌های یازدهم و دوازدهم مجلس شورای اسلامی، طی احکامی در تاریخ ۲۶ آذر ۱۳۹۹، مهدی رجایی‌نیا و پس از آن در تاریخ ۷ آذر ۱۴۰۰ عطاءالله رفیعی آتانی را به سمت ریاست مرکز منصوب کرد. پس از پایان دوره رفیعی آتانی، قالیباف در تاریخ ۳ مهر ۱۴۰۳ طی حکمی علی نهاوندی را به ریاست این مرکز منصوب کرد.

## ساختار مرکز
ساختار سازمانی مرکز تحقیقات اسلامی مجلس از پنج گروه تشکیل می‌شود. شورای فقهی مرکز یک رکن مهم در این مرکز است.
در کنار گروه‌های علمی پنجگانه، واحدهای روابط عمومی، فناوری اطلاعات، انتشارات، حوزه ریاست و اداری مالی نیز در ساختار مرکز فعالیت می‌کنند.

### گروه‌های علمی
1. گروه آموزشی، فرهنگی و اجتماعی
2. گروه اقتصادی و زیربنایی
3. گروه سیاست و امنیت
4. گروه فقه و حقوق
5. گروه مطالعات بنیادی حکمرانی و مدیریت

### روابط عمومی
مسئولیت انتشار اخبار و اطلاع‌رسانی و مدیریت سایت و شبکه‌های اجتماعی مرکز به عهده این واحد است و مستقیم زیر نظر ریاست مرکز عمل می‌کند.

### معاونت اداری و مالی
معاونت اداری و مالی، وظیفه پشتیبانی از فعالیت‌های سایر معاونت‌های مجموعه و زیر مجموعه‌های آن‌ها را بر عهده دارد. نظم بخشیدن به روند اجرایی امور، گردش کار مطلوب در بخش‌های مختلف، نظارت بر امور مالی، ایجاد فضای مناسب کار و رفع نیازهای تدارکاتی از جمله وظایف اداره امور مالی و پشتیبانی معاونت اداری و مالی است.

### فناوری اطلاعات
واحد فناوری اطلاعات وظایف زیر را بر عهده دارد:
- طراحی و پیکربندی سخت‌افزار شبکه و نظارت بر اجرای آن
- بررسی و به‌کارگیری روش‌ها و راهکارهای مقابله با نفوذ
- پشتیبانی فنی کلیه سیستم‌های شبکه
- پشتیبانی نرم‌افزاری از کلیه نرم‌افزارهای کاربردی مرکز شامل (اتوماسیون اداری، نرم‌افزارهای مالی، کتابخانه، حضور و غیاب).

### واحد انتشارات
مسئولیت انتشار گزارش‌ها، کتاب، فصلنامه و سایر منشورات مرکز به‌عهده این واحد است.

## فصلنامه دین و قانون
این فصلنامه از سال ۱۳۹۲ منتشر شده و تا کنون (دی‌ماه 1403)، 44 شماره از آن انتشار یافته‌است. هدف از انتشار فصلنامه دین و قانون:
1. تقویت نظریه‌پردازی در حوزه فقه معطوف به تقنین.
2. آسیب‌شناسی و نقد نظام تقنینی و سیاست‌گذاری جمهوری اسلامی ایران به‌ویژه در ابعاد فقهی.
3. بررسی ابعاد تقنینی مسائل نوپدید فقهی بر اساس نیاز نظام قانون‌گذاری کشور.
4. تولید ادبیات علمی در زمینه تقنین مبتنی بر منابع فقهی.
5. آسیب‌شناسی قوانین و مقررات جاری کشور و ارائه راهکارهای تقنینی به‌ویژه از منظر فقهی

سامانه فصلنامه در آدرس qjrl.parliran.ir در دسترس است.

## کنفرانس بین‌المللی فقه و قانون
اولین دوره از کنفرانس بین‌المللی فقه و قانون در سال ۱۳۹۰ هـ. ش با محوریت ارتباط فقه و قانون، دومین دوره در سال ۱۳۹۴ هـ. ش با محوریت رابطه اخلاق و قانون و سومین دوره در سال ۱۳۹۶ هـ. ش با محوریت فقه، قانون و واقعیت‌های اجتماعی، چهارمین کنفرانس بین‌المللی دین، فقه و قانون با عنوان «حکمرانی دینی و تنظیم‌گری در مسائل اساسی جهان معاصر» در سال 1402 در شهر قم برگزار شدند.
علاوه بر اساتید و پژوهشگران داخلی، اساتید و پژوهشگرانی از کشورهای اسلامی و اروپایی نیز در این کنفرانس حضور داشتند. کتاب‌های مجموعه مقالات سه کنفرانس به دو زبان فارسی و عربی، منتشر شده‌اند.

## کتاب‌های منتشر شده
1. تاملات فقهی در حوزه قانونگذاری؛ مجموعه نشست‌های علمی مرکز تحقیقات اسلامی مجلس شورای اسلامی (جلد اول)
2. فقه و قانون؛ ایده‌ها، پیشنهادها و راه حل‌های روشی
3. چکیده مقالات هم‌اندیشی بررسی فقهی، حقوقی و اقتصادی تولید ملی
4. قانونگذاری فرهنگی
5. دین، مسجد و قانونگذاری
6. الفقه والقانون والأخلاق؛ تصورات ومقترحات ومنهجیة (مجموعة مقالات المؤتمر الدولی الثانی للفقه والقانون "علاقة الأخلاق والقانون / نظرة فقهیة – قانونیة") – منشورات شمس مشاهیر
7. چکیده مقالات سومین کنفرانس فقه و قانون با عنوان: فقه، قانون و واقعیت‌های اجتماعی؛ انتشارات شمس مشاهیر، قم، ۱۳۹۶.